# 埃珀尔
埃珀尔是德国莱茵兰-普法尔茨州的一个市镇。总面积9.21平方公里，总人口2557人，其中男性1252人，女性1305人（2011年12月31日），人口密度278人/平方公里。